# فهرست نقش‌آفرینی‌های علی نصیریان
علی نصیریان بازیگر و فیلم‌ساز ایرانی است. او در سال ۱۳۸۰ به‌عنوان چهره‌های ماندگار ایرانی در رشتهٔ بازیگری تئاتر و سینما شناخته شد و نشان درجه یک هنری را دریافت کرد.
در ۱۳۴۴ خورشیدی که تالار سنگلج گشایش یافت و در جشنواره مهر، او هم در میان ۱۰ نمایش برگزیده، نمایش امیرارسلان را اجرا کرد. نصیریان کار در تلویزیون را از ۱۳۳۹ خورشیدی با بازی و کارگردانی تله تئاتر شروع کرد و تا ۱۳۵۴ خورشیدی در بیش از ۵۰ تله تئاتر حضور داشت. ایفای نقش کریم بوستان در مجموعه تلویزیونی برادرجان و بزرگ آقا دیوان سالار در مجموعه شبکه نمایش خانگی شهرزاد، آخرین هنرنمایی‌های علی نصیریان تاکنون در قاب تلویزیون بوده‌است. فیلم گاو ساخته داریوش مهرجویی نخستین فعالیت سینمایی علی نصیریان در مقام بازیگر بود. کفش‌های میرزا نوروز، شیر سنگی، ناخدا خورشید، هزاردستان، سال‌های خاکستر، بوی پیراهن یوسف و مسخره باز از دیگر آثار شاخص وی در دوران بازیگری در سینما محسوب می‌شوند.
علی نصیریان آخرین بازمانده از پنج تن سینمای ایران (عزت‌الله انتظامی، داوود رشیدی، جمشید مشایخی، محمد علی کشاورز و علی نصیریان) است.

## سینمایی
| سال  | فیلم                   | کارگردان            |
| ---- | ---------------------- | ------------------- |
| ۱۴۰۲ | نوروز                  | سهیل موفق           |
| ۱۴۰۱ | هفت بهار نارنج         | فرشاد گل سفیدی      |
| ۱۳۹۸ | لامینور                | داریوش مهرجویی      |
| ۱۳۹۸ | خورشید                 | مجید مجیدی          |
| ۱۳۹۷ | مسخره‌باز               | همایون غنی‌زاده      |
| ۱۳۹۵ | امپراتور جهنم          | پرویز شیخ طادی      |
| ۱۳۹۵ | حکایت دریا             | بهمن فرمان‌آرا       |
| ۱۳۹۳ | ایران برگر             | مسعود جعفری جوزانی  |
| ۱۳۸۸ | شکارچی شنبه            | پرویز شیخ‌طادی       |
| ۱۳۸۷ | پستچی سه بار در نمی‌زند | حسن فتحی            |
| ۱۳۸۲ | جزیره آهنی             | محمد رسول اف        |
| ۱۳۸۲ | شاه خاموش              | همایون شهنواز       |
| ۱۳۸۱ | دیوانه‌ای از قفس پرید   | احمدرضا معتمدی      |
| ۱۳۸۰ | زندانی ۷۰۷             | حبیب‌الله بهمنی      |
| ۱۳۷۷ | کمیته مجازات           | علی حاتمی           |
| ۱۳۷۵ | برج مینو               | ابراهیم حاتمی کیا   |
| ۱۳۷۴ | بوی پیراهن یوسف        | ابراهیم حاتمی کیا   |
| ۱۳۷۱ | شعله‌های خشم            | حمیدرضا آشتیانی پور |
| ۱۳۷۰ | عشق من شهر من          | علی قوی‌تن           |
| ۱۳۶۸ | پول خارجی              | رخشان بنی‌اعتماد     |
| ۱۳۶۷ | روز باشکوه             | کیانوش عیاری        |
| ۱۳۶۷ | سال‌های خاکستر          | مهدی صباغ‌زاده       |
| ۱۳۶۵ | ترنج                   | محمدرضا اعلامی      |
| ۱۳۶۵ | شیر سنگی               | مسعود جعفری جوزانی  |
| ۱۳۶۵ | ناخدا خورشید           | ناصر تقوایی         |
| ۱۳۶۴ | دزد و نویسنده          | کاظم معصومی         |
| ۱۳۶۴ | جاده‌های سرد            | مسعود جعفری جوزانی  |
| ۱۳۶۴ | کفش‌های میرزا نوروز     | محمد متوسلانی       |
| ۱۳۶۲ | کمال‌الملک              | علی حاتمی           |
| ۱۳۶۱ | جایزه                  | علیرضا داوودنژاد    |
| ۱۳۶۰ | آفتاب‌نشین‌ها            | مهدی صباغ‌زاده       |
| ۱۳۶۰ | بند                    | غلامحسین طاهری‌دوست  |
| ۱۳۶۰ | فصل خون                | حبیب کاووش          |
| ۱۳۵۹ | مدرسه‌ای که می‌رفتیم     | داریوش مهرجویی      |
| ۱۳۵۵ | سرایدار                | خسرو هریتاش         |
| ۱۳۵۴ | مهرگیاه                | فریدون گله          |
| ۱۳۵۳ | دایره مینا             | داریوش مهرجویی      |
| ۱۳۵۱ | پستچی                  | داریوش مهرجویی      |
| ۱۳۵۱ | ستارخان                | علی حاتمی           |
| ۱۳۴۹ | آقای هالو              | داریوش مهرجویی      |
| ۱۳۴۸ | گاو                    | داریوش مهرجویی      |

## نمایش خانگی
| سال  | عنوان            | کارگردان   | سمت    | نقش      |
| ---- | ---------------- | ---------- | ------ | -------- |
| ۱۳۹۴ | شهرزاد (فصل اول) | حسن فتحی   | بازیگر | بزرگ آقا |
| ۱۳۹۹ | همرفیق           | شهاب حسینی | مهمان  | -        |

## تلویزیونی
| سال     | عنوان                                      | سمت                    | کارگردان         | پخش                                     |
| ------- | ------------------------------------------ | ---------------------- | ---------------- | --------------------------------------- |
| ۱۳۹۷    | برادرجان                                   | بازیگر                 | محمدرضا آهنج     | شبکه سه سیما (رمضان ۹۸)                 |
| ۱۳۹۵    | دورهمی                                     | مهمان                  | مهران مدیری      | شبکه نسیم                               |
| ۱۳۹۴    | خندوانه                                    | مهمان                  | رامبد جوان       | شبکه نسیم                               |
| ۹۳–۱۳۹۲ | قاب خاطره                                  | بازیگر                 | حجت ذیجودی       | شبکه آی‌فیلم                             |
| ۱۳۹۲    | تله‌فیلم «در آغاز یک روز»                   | بازیگر                 | بهرام توکلی      | شبکه ۴                                  |
| ۱۳۹۱    | رؤیای گنجشک‌ها                              | بازیگر                 | راما قویدل       | شبکه ۲                                  |
| ۹۰–۱۳۸۹ | تله‌فیلم «قلب دوم»                          | بازیگر                 | بهنام بهزادی     |                                         |
| ۱۳۸۹    | تله فیلم ارتباط خانوادگی                   | بازیگر                 | نادر مقدس        | شبکه ۴                                  |
| ۱۳۸۸    | خسته دلان                                  | بازیگر                 | سیروس الوند      | شبکه ۱                                  |
| ۱۳۸۸    | تله‌فیلم «درخت چشمه»                        | بازیگر                 | محسن تربیت‌دوست   | شبکه ۳                                  |
| ۱۳۸۸    | زمین انسان‌ها                               | بازیگر                 | ابوالحسن داوودی  | آغاز پخش از فروردین ۱۳۹۰ - شبکه تهران   |
| ۱۳۸۷    | بهشت و بهار                                | بازیگر                 | جمشید بیات‌ترک    | پخش در نوروز ۱۳۸۸ - شبکه ۱              |
| ۱۳۸۷    | تله‌تئاتر «آدم خوابش می‌گیره»                | نویسنده                | محمد یعقوبی      | شبکه ۴                                  |
| ۱۳۸۷    | شیخ بهایی                                  | بازیگر                 | شهرام اسدی       |                                         |
| ۱۳۸۶    | میوه ممنوعه                                | بازیگر                 | حسن فتحی         | شبکه ۲                                  |
| ۱۳۸۵    | پرواز در حباب                              | بازیگر                 | سیروس مقدم       | شبکه ۳                                  |
| ۱۳۸۳    | مهر و ماه                                  | بازیگر                 | فیاض موسوی       | شبکه ۱                                  |
| ۱۳۸۲    | نیمه گمشده                                 | بازیگر                 | فیاض موسوی       |                                         |
| ۱۳۸۱    | روزهای بیادماندنی                          | بازیگر                 | همایون شهنواز    | شبکه ۱                                  |
| ۸۱–۱۳۷۸ | روشن‌تر از خاموشی                           | بازیگر                 | حسن فتحی         | میرداماد                                |
| ۱۳۸۰    | تصمیم نهایی                                | بازیگر                 | محسن شاه‌محمدی    | شبکه ۱                                  |
| ۱۳۷۹    | همسایه‌ها                                   | بازیگر                 | محمدحسین لطیفی   | شبکه ۳                                  |
| ۱۳۷۸    | ثقةالاسلام تبریزی (۱۲ روز از تاریخ مشروطه) | بازیگر                 | حجت قاسم‌زاده اصل | تهیه شده برای سیمای آذری شبکه جهانی سحر |
| ۱۳۷۸    | زمان شوریدگی                               | بازیگر                 | محمدعلی نجفی     | شبکه ۱                                  |
| ۷۸–۱۳۷۵ | آژانس دوستی                                | بازیگر مهمان           | گروه کارگردانان  | شبکه ۱                                  |
| ۱۳۶۳    | سربداران                                   | بازیگر                 | محمدعلی نجفی     | شبکه ۱                                  |
| ۱۳۵۸–۶۶ | هزاردستان                                  | بازیگر (ابوالفتح صحاف) | علی حاتمی        | شبکه ۱                                  |

## مستند
| سال  | مستند        | کارگردان       |
| ---- | ------------ | -------------- |
| ۱۳۸۵ | استاد مشایخی | الهام قره خانی |

## نمایش
| سال  | عنوان                                 | سمت                        | کارگردان     | مکان                         |
| ---- | ------------------------------------- | -------------------------- | ------------ | ---------------------------- |
| ۱۴۰۱ | کنسرت نمایش سی صد                     | بازیگر (بخش مپینگ)         | امیر جدیدی   | کاخ سعد آباد                 |
| ۱۳۹۶ | اعتراف                                | بازیگر                     | شهاب حسینی   | تئاتر شهر                    |
| ۱۳۹۳ | تانگوی تخم مرغ داغ                    | بازیگر                     | هادی مرزبان  | تالار وحدت                   |
| ۱۳۹۱ | هفت شب با میهمانی ناخوانده در نیویورک | بازیگر                     | فرهاد آئیش   | تئاتر شهر                    |
| ۱۳۹۰ | آدم خوابش میگیره                      | نویسنده                    | محسن معینی   | فرهنگسرای نیاوران            |
| ۱۳۹۰ | بازیگر و زنش                          | نویسنده                    | محسن معینی   | فرهنگسرای نیاوران            |
| ۱۳۸۴ | پنجره‌ها                               | بازیگر                     | فرهاد آئیش   | تئاتر شهر                    |
| ۱۳۷۸ | سلطان و سیاه                          | بازیگر و کارگردان هنری     |              | ایران، آلمان و آمریکا        |
| ۱۳۷۳ | هفت شب با میهمان ناخوانده             | بازیگر                     | فرهاد آئیش   | تهران                        |
| ۱۳۶۳ | تله تئاتر سوزنبانان                   | بازیگر                     |              |                              |
| ۱۳۵۷ | آگهی ازدواج                           | بازیگر                     | هادی اسلامی  | تهران                        |
| ۱۳۴۶ | لونه شغال                             | بازیگر، کارگردان و نویسنده |              |                              |
| ۱۳۴۵ | سگی در خرمن جا                        | بازیگر                     | عباس جوانمرد | تهران                        |
| ۱۳۴۴ | چوب بدست‌های ورزیل                     | بازیگر                     | جعفر والی    | تهران                        |
| ۱۳۴۲ | کاپیتان قراگز                         | بازیگر                     | داود رشیدی   |                              |
| ۱۳۴۱ | بازرس                                 | بازیگر و کارگردان          |              |                              |
| ۱۳۴۰ | سلطان و سیاه                          | بازیگر و کارگردان          |              |                              |
| ۱۳۴۰ | پدر                                   | بازیگر                     | مهدی فروغ    | اهواز و آبادان و مسجد سلیمان |
| ۱۳۳۹ | امیرارسلان                            | بازیگر و کارگردان          |              | تهران                        |
| ۱۳۳۷ | بلبل سرگشته                           | بازیگر و نویسنده           | عبّاس جوانمرد |                              |

## تله‌تئاتر
| سال  | عنوان                               | سمت                      | کارگردان                  | پخش |
| ---- | ----------------------------------- | ------------------------ | ------------------------- | --- |
| ۱۳۸۷ | تله تئاتر آدم خوابش می‌گیره          | نویسنده                  | محمد یعقوبی               | شبکه ۴ |
| ۱۳۷۷ | تله‌تئاتر «نیرنگ‌بازی‌های آقای اسکابن» | بازیگر                   | داریوش مؤدبیان            | |
| ۱۳۶۳ | تله‌تئاتر «سوزنبانان»                | بازیگر                   | داریوش مؤدبیان حسین فردرو | |
|      | تله‌تئاتر مرد کوته‌فکر                | بازیگر                   |                           | |
| ۱۳۵۴ | تله‌تئاتر «استعمال دخانیات ممنوع»    | نویسنده                  | خسرو شجاع‌زاده             | کارگردان تلویزیونی: «مسعود فروتن» |
| ۱۳۴۶ | تله‌تئاتر «خانه روشنی»               | بازیگر کارگردان          | علی نصیریان               | نویسنده: «غلامحسین ساعدی» |
| ۱۳۴۵ | تله‌تئاتر «مجسمهٔ جاندار»             | بازیگر                   | عزت‌الله انتظامی           | «فرزانه تأئیدی» هم در این نمایش بازی کرده بود. |
| ۱۳۴۵ | تله‌تئاتر «سیزده به‌در»               | نویسنده کارگردان         | علی نصیریان               | |
| ۱۳۴۵ | تله‌تئاتر «رعد در خیابان»            | بازیگر کارگردان          | علی نصیریان               | |
| ۱۳۴۵ | تله تئاتر «لولو سر خرمن»            | بازیگر کارگردان          | علی نصیریان               | نویسنده: «منوچهر شیبانی» |
| ۱۳۴۴ | تله‌تئاتر «گاو»                      | بازیگر                   | جعفر والی                 | نسخه سینمایی آن در سال ۱۳۴۸، بر اساس داستان چهارم کتاب «عزاداران بیل» اثر «غلامحسین ساعدی»، توسط «داریوش مهرجویی» ساخته شد.                                                                                            |
| ۱۳۴۴ | تله‌تئاتر «جعفرخان از فرنگ برگشته»   | بازیگر کارگردان          | علی نصیریان               | نویسنده: «حسن مقدم» در آذرماه ۱۳۴۴ پخش شد. |
| ۱۳۴۳ | تله‌تئاتر «یک کلاغ، چهل کلاغ»        | بازیگر                   | ؟                         | «خسرو شجاع‌زاده»، «ظفیره داداشیان»، «محمود رئوفی» ، «فرزانه تأئیدی»، «جمیله شیخی»، «مهین شهابی» و «عزت‌الله انتظامی»، هم در این نمایش تلویزیونی بازی کرده بودند.                                                         |
| ۱۳۴۳ | تله‌تئاتر «گوهر شب‌چراغ»              | نویسنده کارگردان         | علی نصیریان               | |
| ۱۳۴۳ | تله‌تئاتر «پهلوان کچل»               | نویسنده کارگردان         | علی نصیریان               | |
| ۱۳۴۳ | تله‌تئاتر «روشنایی‌های خانه ما»       | بازیگر                   | عزت‌الله انتظامی           | |
| ۱۳۴۳ | تله‌تئاتر «مرداب»                    | بازیگر کارگردان          | علی نصیریان               | نویسنده: «لسلی ساندرز» در مرداد ۱۳۴۳ پخش شد و «جمیله شیخی» و «فرزانه تأئیدی» نیز در این نمایش تلویزیونی بازی کرده بودند.                                                                                               |
| ۱۳۴۲ | تله‌تئاتر «عروسک‌های گوشتی»           | بازیگر کارگردان          | علی نصیریان               | نویسنده: «پرویز صیاد» در اسفند ۱۳۴۲ پخش شد و «عزت‌الله انتظامی» هم در آن بازی کرده بود. |
| ۱۳۴۲ | تله‌تئاتر «ابرام آقا»                | بازیگر کارگردان          | علی نصیریان               | نویسنده: «پرویز صیاد» در اسفند ۱۳۴۲ پخش شد و «عزت‌الله انتظامی» هم در آن بازی کرده بود. |
| ۱۳۴۲ | تله‌تئاتر «بیگانه در خانه»           | نویسنده کارگردان         | علی نصیریان               | |
| ۱۳۴۲ | تله‌تئاتر «کنار جاده»                | بازنویسی متن             | عزت‌الله انتظامی           | نمایشنامه را «مهین تجدد» نوشته‌است. |
| ۱۳۴۲ | تله‌تئاتر «هالو»                     | نویسنده کارگردان         | علی نصیریان               | بعدها، «داریوش مهرجویی» بر اساس همین نمایشنامه، فیلم «آقای هالو» را در سال ۱۳۴۹ ساخت. |
| ۱۳۴۲ | تله‌تئاتر «دشتبان»                   | نویسنده کارگردان         | علی نصیریان               | |
| ۱۳۴۲ | تله‌تئاتر «سیسیل یا مکتب پدران»      | بازیگر                   | جعفر والی                 | «داوود رشیدی» و «فرزانه تأئیدی» هم در آن بازی کرده بودند. |
| ۱۳۴۲ | تله تئاتر «افعی طلایی»              | نویسنده                  |                           | |
| ۱۳۴۲ | تله‌تئاتر «پنجره»                    | بازیگر                   | جعفر والی                 | «فرزانه تأئیدی» هم در آن بازی کرده بود. |
| ۱۳۴۲ | تله‌تئاتر «سیاه»                     | نویسنده کارگردان         | علی نصیریان               | بنا به گفته خودش، نسخه تئاتری این نمایشنامه، اولین اثری بود که علی نصیریان با کارگردانی خودش در فروردین ماه ۱۳۴۰ به روی «صحنه» برد.                                                                                    |
| ۱۳۴۱ | تله‌تئاتر «آتشکده»                   | کارگردان                 | علی نصیریان               | نویسنده: «پرویز صیاد» «منوچهر فرید»، «فرزانه تأئیدی» و «مهین شهابی» هم در آن بازی کرده بودند. |
| ۱۳۴۱ | تله‌تئاتر «مارتی»                    | کارگردان                 | علی نصیریان               | نویسنده: «پَدی چایفسکی» |
| ۱۳۴۱ | تله‌تئاتر «بازگشتی نیست»             | بازیگر                   | عزت‌الله انتظامی           | در فروردین ماه ۱۳۴۱ پخش شد. |
| ۱۳۴۰ | تله‌تئاتر «ترانهٔ شادی»               | نویسنده                  | جعفر والی                 | |
| ۱۳۴۰ | تله‌تئاتر «شیدوش و ناهید»            | بازیگر کارگردان          | علی نصیریان               | نویسنده: «ابوالحسن فروغی» در شهریور ۱۳۴۰ پخش شد و «محمدعلی کشاورز» و «عزت‌الله انتظامی» در آن بازی کرده بودند. |
| ۱۳۴۰ | تله‌تئاتر «رستاخیز»                  | بازیگر کارگردان          | علی نصیریان               | نویسنده: «پرویز صیاد» در مرداد ۱۳۴۰ پخش شد و «عزت‌الله انتظامی» هم در آن بازی کرده بود. |
| ۱۳۴۰ | تله‌تئاتر «تابستان طولانی»           | بازیگر                   | ؟                         | «محمدعلی کشاورز»، «فرزانه تأئیدی»، «جمیله شیخی» و «پوران رجبی پور» هم در آن بازی کرده بودند. |
| ۱۳۴۰ | تله‌تئاتر «بن‌بست»                    | بازیگر کارگردان          | علی نصیریان               | نویسنده: «پرویز صیاد» «جمیله شیخی» هم در آن بازی کرده بود. |
| ۱۳۴۰ | تله‌تئاتر «طلسم»                     | بازیگر کارگردان          | علی نصیریان               | نویسنده: «پرویز صیاد» در اردیبهشت ۱۳۴۰ پخش شد و عزت‌الله انتظامی و فخری خوروش هم در آن بازی کرده بود. |
| ۱۳۴۰ | تله‌تئاتر «عروسی جناب میرزا»         | بازیگر کارگردان          | علی نصیریان               | نویسنده: «محمدطاهر قاجار» در فروردین ۱۳۴۰ پخش شد و عزت‌الله انتظامی هم در آن بازی کرده بود. |
| ۱۳۳۹ | تله‌تئاتر «شام خصوصی»                | بازیگر کارگردان          | علی نصیریان               | نویسنده: «ایو شاتلین» «محمدعلی کشاورز» و «نصرت پرتوی» هم در آن بازی کرده بودند. |
| ۱۳۳۹ | تله‌تئاتر «متهم»                     | بازیگر کارگردان          | علی نصیریان               | نویسنده: «موریس شارل رنار» در ۱۷ بهمن ۱۳۳۹ پخش شد و در آن «نصرت پرتوی» ٫ «اسماعیل شنگله» و «جمشید لایق» هم بازی کرده بودند.                                                                                            |
| ۱۳۳۹ | تله‌تئاتر «ویلای یوکا»               | بازیگر                   | عباس جوانمرد              | نویسنده: «ایزابل شرایبر» در ۵ دی ۱۳۳۹ پخش شد و در آن «محمدعلی کشاورز» ، «اسماعیل داورفر»، «عزت‌الله انتظامی»، «ایرج تاجبخش» ، «جمیله شیخی»، «عباس جوانمرد»، «عباس امجدی» و «جمشید لایق» هم بازی کرده بودند.             |
| ۱۳۳۹ | تله‌تئاتر «غرور زندگی»               | بازیگر کارگردان          | علی نصیریان               | نویسنده: «پل ژرالدی» در آبان ماه ۱۳۳۹ پخش شد و «اسماعیل شنگله» هم در آن بازی کرده بود. |
| ۱۳۳۹ | تله‌تئاتر «پزشک دهکده کوکونیان»      | بازیگر کارگردان          | علی نصیریان               | نویسنده: «ماکس روکت» در مهرماه ۱۳۳۹ پخش شد و در آن «جمیله شیخی» ، «عزت‌الله انتظامی»، «اسماعیل شنگله» و «نصرت پرتوی» هم بازی کرده بودند.                                                                                |
| ۱۳۳۹ | تله‌تئاتر «شب شوم»                   | بازیگر                   | عباس جوانمرد              | نویسنده: «کلود آراول» در سوم شهریور ۱۳۳۹ پخش شد و در آن «فخری خوروش» ، «جمشید لایق» و «عزت پریان» هم بازی کرده بودند.                                                                                                  |
| ۱۳۳۹ | تله‌تئاتر «خانهٔ اجاره‌ای»             | بازیگر                   | عزت‌الله انتظامی           | نویسنده: «جرج برنارد شاو» در مرداد ۱۳۳۹ پخش شد و در آن «عزت‌الله انتظامی» ، «محمدعلی کشاورز»، «جعفر والی»، «عزت پریان» و «علی آزاد» هم بازی کرده بودند.                                                                 |
| ۱۳۳۹ | تله‌تئاتر «اسب سیرک»                 | بازیگر                   | جعفر والی                 | نویسنده: کار گروهی هنرستان هنرپیشگی زیر نظر دکتر مهدی نامدار در مرداد ۱۳۳۹ پخش شد و در آن «فخری خوروش» و «جمشید مشایخی» هم بازی کرده بودند.                                                                            |
| ۱۳۳۹ | تله‌تئاتر «بعد از سی سال»            | بازیگر کارگردان          | علی نصیریان               | در مرداد ۱۳۳۹ پخش شد و در آن «جمیله شیخی» ، «جمشید لایق»، «اسماعیل شنگله»، «جمشید مشایخی» و «پرویز کاردان» هم بازی کرده بودند.                                                                                         |
| ۱۳۳۹ | تله‌تئاتر «در منطقهٔ جنگی»            | بازیگر                   | عباس جوانمرد              | نویسنده: «یوجین اونیل» در ۲۳ تیرماه ۱۳۳۹ پخش شد. |
| ۱۳۳۹ | تله‌تئاتر «ده و سه دقیقه»            | بازیگر                   | جعفر والی                 | نویسنده: کار گروهی هنرستان هنرپیشگی در تیرماه ۱۳۳۹ پخش شد و در آن «عزت‌الله انتظامی» و «جمشید مشایخی» هم بازی کرده بودند.                                                                                               |
| ۱۳۳۹ | تله‌تئاتر «خودکشی»                   | بازیگر کارگردان          | علی نصیریان               | نویسنده: «روبر دلاور» در تیرماه ۱۳۳۹ پخش شد و در آن «جمیله شیخی» و «محمدعلی کشاورز» هم بازی کرده بودند. |
| ۱۳۳۹ | تله‌تئاتر «وظیفهٔ پزشک»               | بازیگر کارگردان          | علی نصیریان               | نویسنده: «لوئیجی پیراندلو» در خرداد ۱۳۳۹ پخش شد و در آن «جمیله شیخی» و «جعفر والی» هم بازی کرده بودند. |
| ۱۳۳۹ | تله‌تئاتر «افعی طلایی»               | بازیگر٫ نویسنده کارگردان | علی نصیریان، عباس جوانمرد | اقتباس از «داش آکل» صادق هدایت در ۲۹ اردیبهشت ۱۳۳۹ پخش شد و در آن «جمشید مشایخی» و «محمدعلی کشاورز» هم بازی کرده بودند.                                                                                                |
| ۱۳۳۹ | تله‌تئاتر «مارگریت»                  | بازیگر کارگردان          | علی نصیریان               | نویسنده: «آرمان سالاکرو» اولین نمایش پس از راه‌اندازی اجرای نمایش‌های تلویزیونی به صورت هفتگی در تلویزیون ایران توسط عباس جوانمرد. زمان پخش: دهم فروردین ۱۳۳۹ و در آن «فخری خوروش» و «اسماعیل شنگله» هم بازی کرده بودند. |